# Homo erectus lantianensis
El hombre de Lantian (Homo erectus lantianensis) es un homínido fósil descubierto en 1963 y descrito por J.K. Woo en 1964. Los restos encontrados fueron hallados en Lantian, en la provincia china de Shaanxi. 
Primero se descubrió una mandíbula en Chenjiawo y poco después, en Gongwangling, un cráneo que incluía los huesos nasales, el maxilar derecho y tres dientes. Se cree que estos fósiles pertenecieron a sendas hembras que vivieron entre hace 530 000 y un millón de años respectivamente, siendo el segundo de ellos anterior en unos 400 000 años al primero.
El hombre de Gongwangling es el fósil más antiguo encontrado en el norte de Asia de un humano que caminaba erguido. Los científicos lo clasifican como una subespecie del Homo erectus. Los fósiles se exhiben en el Museo de Historia de Shaanxi (Xian).
Su capacidad craneal se estima en 780 centímetros cúbicos, similar a la de su contemporáneo el hombre de Java. Es anterior al más conocido Hombre de Pekín y posterior al Hombre de Yuanmou.
En el mismo estrato y cerca de sus restos se encontraron objetos tallados, como guijarros. Su presencia, así como la de cenizas, sugiere que el hombre de Lantian usaba herramientas y conocía el fuego.